# Réseaux (série télévisée)
Pour les articles homonymes, voir Réseau (homonymie).
Réseaux est une série télévisée québécoise en vingt épisodes de 42 minutes créée par Réjean Tremblay et diffusée entre le 6 octobre 1998 et le 13 novembre 1999 à la Télévision de Radio-Canada.

## Synopsis
Cette série dramatique montre les dessous du monde de la télévision.

## Fiche technique
- Scénariste : Réjean Tremblay
- Réalisation : Gabriel Pelletier et Benoît Pilon
- Société de production : Émergence inc.

## Distribution
- Patrick Huard : Christian Cardinal
- Micheline Lanctôt : Laurence Gagnon
- Widemir Normil : Coco
- Dorothée Berryman : Lise-Anne Martimbault
- René Gagnon : Gaston Marsolais
- Paul Buisson : Paulo
- Caroline Néron : Pascale Gagnon
- Pascale Montpetit : Janie Dufour
- Pierre Collin : Jacques Rancourt
- Lorne Brass : Rich Gerber
- Rémy Girard : Richard Beaudoin
- Mario Saint-Amand : Michel Valois
- Geneviève Rochette : Marina Cortez
- Francine Morand : Mariette Rancourt
- Luc Guérin : Maxim
- Johanne Fontaine : Sophie Marchand
- Margot Campbell : Mme Mongeau
- Luc Senay : Luc Lamontagne
- Denis Bernard : Charles Morais
- Sonia Laplante : Sandra
- Denis Mercier : Olivier Lafleur
- Jean-François Blanchard : Lucien Girard
- Jean Marchand : Julien Jacobi
- Julie La Rochelle : Monica Gilbert
- Julie Deslauriers : Roxanne Blanchard
- Élise Guilbault : Évelyne Marotte
- Marc Grégoire : Franco Compola
- Suzanne Marier : secrétaire de Richard Beaudoin
- Diane Guérin : Lise-Anne
- Jean-François Gaudet : réalisateur de Fabien Viau
- Jean-François Paradis : régisseur de Fabien Viau
- Thomas Graton : Gilbert Rondeau
- Tania Kontoyanni : Jessica Morais
- Raymond Bouchard : Robert Dumont
- Julie McClemens : Julie Roussel
- Luc Morissette : Marc-André Laberge
- Manuel Aranguiz : Cardiologue
- Marie-Noëlle Riddez : Mme Morissette
- Sylvie Potvin : Marlène Jalbert
- James Bradford : Bill Thomas
- Pierre Powers : Jérémie Trudel
- Pierre Mailloux : agent de sécurité
- Yvan Benoît : Fabien Viau
- Philippe Cousineau : Philippe Lebel
- Patrick Baby : technicien
- Claude Prégent : Norbert Moreau
- Michel Henry : valet
- Reynald Bouchard : Maurice
- Patrice Coquereau : régisseur
- Patrice Dubois : Rémi
- François Papineau : Pierre Couture
- Marie-Chantal Perron : Sylvie
- Henri Chassé : Jacques Messier
- Sébastien Dhavernas : Jean-Claude Michaud
- Stéphane Jacques : Patrick Théroux
- Jean Chevalier : avocat du contentieux
- Yves Fortin : policier
- Denis Gagné : réalisateur
- Claude Gauthier : Albert Cardinal
- Louise Forestier : Ginette Cloutier
- Jean-Guy Moreau : Antoine Brassard
- Richard Fréchette : régisseur
- Paul Dion : policier
- Yves Soutière : Miville Morais
- Robert Toupin : Mauril Gagnon
- Manon Gauthier : participante
- Manuel Tadros : Raymond Vachon
- Huguette Oligny : Maman Rancourt
- France Arbour : Thérèse
- François Trottier : Robert Lizotte
- Richard Champagne : responsable
- Paul Mackan : David White
- Jean-Pierre Alarie : relationniste
- Louis Dallaire : médecin
- Pierre Verville : René Guimond
- Danielle Lépine : responsable des communications
- Sylvie Boucher : serveuse
- David Elkin : journaliste
- Pierre Lebeau : Dominic Pazelli
- Caroline Dhavernas : Christine
- Gilles Proulx : Gilles Proulx
- Diane Abran : Nicole Leroy
- Aline Caron : Mme Lavoie
- Benoît Paiement : René
- Alain Gendreau : Lucien
- Stéphane Demers : Pierre Couture
- Raymond Cloutier : Dominic Pazelli
- Micheline Bernard : Évelyne
- Linda Malo : Raphaell Desfleurs
- Marie-Claude Michaud : Angélina
- Patrice Godin : Stéphane Lapierre
- Roc LaFortune : François Latendresse
- Manon Brunelle : Liana
- Géraldine Charbonneau : Micheline
- Gilbert Comtois : Vincent Chélios
- Patrick Chouinard : Luigi
- Frédéric Desager : Julien Grandisson
- Charles Vinson : sergent Alonzo Tremblay
- Jacques Thériault : Jacques Thibault
- Jean-Claude Germain : Gilbert Rathé
- Anna-Maria Giannotti : Lucia Bragio
- Yvon Roy : Gilbert Masson
- Yves Bélanger : policier SPCUM
- Jacques L'Heureux : chef de police
- Chantal Fontaine : Sophie Brissette
- Denis Trudel : Raoul Simard
- Norman Helms : procureur
- Bobby Beshro : Francis Duprey
- Pierre Pinchiaroli : gérant Pasta Mia
- Pierre Brassard : Yvon Bruneau
- Dave Richer : David
- Sylvie-Catherine Beaudoin : Josette
- Pascal Parent : Freddy
- Dominique Leduc : VP Communications Groupe Plus
- Pierre Gendron : Ronald Brochu
- Martin Larocque : François
- Diego Thornton : Kevin
- Denis Roy : lieutenant Savoie
- Caroline Roberge : Mona
- Joseph Antaki : Karim
- Driss Bekri : Jasmed
- Diane St-Jacques : Mme Dupont
- Marc Larrivée : Jean-Marc Gagnon
- Richard Thériault : Pierre
- Pierre Laporte : journaliste
- Alexander Bisping : psychologue
- Jeff Boudreault : policier
- Jean-Emery Gagnon : Skinny
- Gisèle Trépanier : Mme Tardif
- Sarah Anne Parent : Marie-Pier
- Simone-Élise Girard : Justine
- Sylvain Bélanger : Réjean